# PIKA☆NCHI
《PIKA☆NCHI》是嵐的第9枚單曲。於2002年10月17日發行。唱片公司為J Storm。

## 解說
- 續前2作，以「低價」（525日圓）、「8cm單曲」等的形式發售，而本作則為最後一試。
- 首次初動不足15萬杖，累計亦不足20萬。
- 於2008年，與《心情超讚》共同再版發售。

## 收錄曲

### 初回限定盤
1. PIKA☆NCHI
（作詞：相田毅　作曲：谷本新　編曲：CHOKKAKU）
電影「PIKA☆NCHI 生活艱難但是快樂」主題曲
2. 道（作詞：河原雅彦　作曲、編曲：辻陽）

### 通常盤
1. PIKA☆NCHI
2. PIKA☆NCHI（Karaoke）
3. Secret Talk
內容為「關於Secret Talk中的Secret」及「關於演唱會上的舞蹈」。